# 삽질 기사
《삽질 기사》는 요트 클럽 게임스가 제작한 2D 횡스크롤 플랫폼 게임이다. 패밀리 컴퓨터 플랫폼 게임들에서 영감을 받은 게임플레이와 8비트풍 그래픽이 특징으로, 2014년 6월 26일에 최초로 발매됐다.
《삽질 기사》는 2013년 크라우드펀딩 사이트 킥스타터에서 최초로 공개됐으며, 캠페인 기간동안 약 31만 달러를 모금해 개발을 진행했다. 2014년에 발매된 초기판에는 삽질 기사가 주인공인 〈희망의 삽〉만 수록돼있었으나, 크라우드펀딩 중에 예고했던 확장 캠페인 〈어둠의 역병〉, 〈고뇌의 망령〉, 〈카드의 군주〉 총 3종와 대전 모드 〈삽질 기사: 쇼다운〉이 무료 업데이트로 추가되면서 2019년 9월에 완성판 《삽질 기사: 매장된 보물》로 완결됐다.
2014년 6월에 마이크로소프트 윈도우, 닌텐도 3DS 및 Wii U로 처음 출시됐으며, 2014년 9월에는 OS X와 리눅스로, 2015년 4월에는 플레이스테이션 3, 플레이스테이션 4, 플레이스테이션 비타 및 엑스박스 원으로, 2014년 9월에는 아마존 파이어 TV로, 2017년 3월에는 닌텐도 스위치로 이식됐다.
출시 당시 《삽질 기사》는 전폭적인 호평을 받으며 2014년 최고의 게임으로 꼽혔다.

## 개발
음악은 제이크 카우프만이 담당해 칩튠 사운드트랙으로 제작됐다. 특별참여로 《록맨》 시리즈에 관여했던 마츠마에 마나미가 스테이지 음악들 중 2개를 맡았다.

## 발매
《삽질 기사》는 컴퓨터를 비롯한 가정용 플랫폼 플레이스테이션, 엑스박스 및 닌텐도 기종을 발매 기종으로 삼았다. 개발 초기에는 2013년 9월로 발매시기를 찹았으나, 제작기간의 연장으로 2014년 초로 연기됐다. 몇 차례의 추가 연기 후 2014년 6월 5일, 요트 클럽 게임스는 같은 달 26일에 출시하는 것으로 발표했다. 플레이스테이션 기종 버전에선 《갓 오브 워》의 크레토스, 엑스박스 기종 버전에선 《배틀토드》의 주인공 두꺼비 삼총사가 특전으로 제공됐다. 최초에는 디지털 배급으로만 출시됐으나, 2015년 10월 다수 플랫폼으로 패키지판이 발매됐다.
초기판에는 삽질 기사가 주인공인 〈희망의 삽〉만 수록해 15달러 가격으로 출시됐다. 이후 2017년 4월부터 무료 업데이트로 확장 캠페인과 대전 모드가 추가된 《삽질 기사: 매장된 보물》로 바뀌면서 최종가격은 40달러가 됐다. 대한민국에선 에이치투인터렉티브가 닌텐도 스위치판을 2020년 1월 17일 출시했다.

## 반응
리뷰 애그리게이터 메타크리틱에 의하면 《삽질 기사》는 전폭적인 호평을 받았다.

### 수상
| 연도 | 상                                                         | 종목                               | 결과 | 각주   |
| ---- | ---------------------------------------------------------- | ---------------------------------- | ---- | ------ |
| 2014 | 더 게임 어워즈                                             | 최고의 독립 게임                   | 수상 | [ 28 ] |
| 2014 | 게임스팟 올해의 게임                                       | 3DS 올해의 게임                    | 후보 | [ 29 ] |
| 2014 | 게임스팟 올해의 게임                                       | 종합 올해의 게임                   | 후보 | [ 30 ] |
| 2014 | 게임스팟 올해의 게임                                       | Wii U 올해의 게임                  | 후보 | [ 31 ] |
| 2014 | 자이언트 봄 2014 올해의 게임 상                            | 최고의 신작                        | 후보 | [ 32 ] |
| 2014 | 자이언트 봄 2014 올해의 게임 상                            | 최고의 게임                        | 후보 | [ 33 ] |
| 2014 | 자이언트 봄 2014 올해의 게임 상                            | 최고의 음악                        | 후보 | [ 34 ] |
| 2014 | 닌텐도 라이프 독자의 선택 2014                             | 3DS e숍 올해의 게임                | 수상 | [ 35 ] |
| 2014 | 닌텐도 라이프 독자의 선택 2014                             | Wii U e숍 올해의 게임              | 수상 | [ 35 ] |
| 2014 | 닌텐도 라이프 집필자 상 2014                               | 3DS e숍 올해의 게임                | 수상 | [ 36 ] |
| 2014 | 닌텐도 라이프 집필자 상 2014                               | Wii U e숍 올해의 게임              | 수상 | [ 36 ] |
| 2014 | National Academy of Video Game Trade Reviewers (NAVGTR) 상 | 오리지널 라이트 믹스 스코어, 새 IP | 후보 | [ 37 ] |
| 2014 | National Academy of Video Game Trade Reviewers (NAVGTR) 상 | 게임,오리지널 액션                 | 후보 | [ 37 ] |
| 2015 | IGN 2014 최고의 상                                         | 최고의 3DS 게임                    | 수상 | [ 38 ] |
| 2015 | IGN 2014 최고의 상                                         | 최고의 음악                        | 수상 | [ 39 ] |
| 2015 | IGN 2014 최고의 상                                         | 종합 최고의 게임                   | 후보 | [ 40 ] |
| 2015 | IGN 2014 최고의 상                                         | 최고의 플랫포머                    | 수상 | [ 41 ] |
| 2015 | IGN 2014 최고의 상                                         | 최고의 플랫포머 – 독자 선택        | 수상 | [ 41 ] |
| 2015 | IGN 2014 최고의 상                                         | 최고의 Wii U 게임                  | 후보 | [ 42 ] |

## 내용주
1. ↑  영어 원제 《셔블 나이트》(Shovel Knight).
2. ↑  영어 원제 《셔블 나이트: 트레저 트로브》(Shovel Knight: Treasure Trove).